# Arnaud Lusamba
Arnaud Lusamba (Metz, 4 de janeiro de 1997) é um futebolista profissional francês que atua como meia,Atualmente Joga Pelo OGC Nice

## Carreira
Arnaud Lusamba Começou A Carreira No Nancy-Lorraine